# Rashad Weaver
Rashad Capone Weaver (Marion, 10 novembre 1997) è un giocatore di football americano statunitense che milita nel ruolo di outside linebacker per i Tennessee Titans della National Football League (NFL).

## Carriera

### Tennessee Titans
Weaver al college giocò a football a Pittsburgh. Fu scelto nel corso del quarto giro (135º assoluto) nel Draft NFL 2021 dai Tennessee Titans. Disputò 2 partite prima di essere inserito in lista infortunati il 28 settembre 2021. Weaver ha frequentato la Cooper City High School a Cooper City, in Florida. Al liceo ha giocato come defensive end e tight end. Inizialmente si era impegnato con l'Università del Michigan per giocare a football al college, ma ha cambiato il suo impegno con l'Università di Pittsburgh.